# LoiLo
 (février 2012).
Si vous disposez d'ouvrages ou d'articles de référence ou si vous connaissez des sites web de qualité traitant du thème abordé ici, merci de compléter l'article en donnant les références utiles à sa vérifiabilité et en les liant à la section « Notes et références ».
Pour les articles homonymes, voir LoiLo.
LoiLo (se prononce « Lo-i-Lo »), est une entreprise informatique Japonaise qui crée des logiciels de montages vidéo et photos dont LoiLoScope, LoiLo Touch et LoiLo Education sous la supervision de la chaîne japonaise NHK Educational. La société a aussi créé un plugin Adobe After Effect : Smooth. 

## Histoire
LoiLo Inc. a été fondée en avril 2007 par deux frères issus du monde des jeux vidéo. Koji Sugiyama commence sa carrière chez Polygon Magic en 2001 puis continue chez Namco Bandai Games en 2003. Son frère Ryutaro Sugiyama commence sa carrière chez SEGA en 1999.  

## Les produits
- LoiLoScope
- LoiLo Touch
- LoiLo Education
- Plugin AE Smooth

## Les anciens produits
- Super LoiLoScope